# Rothmannia macrosiphon
Rothmannia macrosiphon är en måreväxtart som först beskrevs av Karl Moritz Schumann och Adolf Engler, och fick sitt nu gällande namn av Diane Mary Bridson. Rothmannia macrosiphon ingår i släktet Rothmannia och familjen måreväxter. Inga underarter finns listade i Catalogue of Life.